# Gilbert Meléndez
Gilbert Q. Meléndez (Santa Ana, California; 12 de abril de 1982) es un artista marcial mixto estadounidense que compitió en la categoría de peso ligero de Ultimate Fighting Championship.

## Carrera en artes marciales mixtas

### Ultimate Fighting Championship
La promoción de Strikeforce se disolvió en UFC por la empresa matriz Zuffa el 12 de enero de 2013. Meléndez recibió una oportunidad directa por el título de UFC contra Benson Henderson el 20 de abril de 2013 en el evento UFC on Fox 7. Meléndez perdió la pelea por decisión dividida.
Meléndez se enfrentó a Diego Sánchez el 19 de octubre de 2013 en UFC 166. Meléndez ganó la pelea por decisión unánime y ambos peleadores obtuvieron el premio a la Pelea de la Noche. Posteriormente recibiría el premio a "Pelea del Año". Esta pelea es considerada por muchos especialistas y luchadores así como  Joe Rogan como una de las mejores peleas en la historia de la UFC.
El 6 de diciembre de 2014, Meléndez se enfrentó a Anthony Pettis por el campeonato de peso ligero en UFC 181. Meléndez perdió la pelea por sumisión en la segunda ronda.
El 13 de junio de 2015, Meléndez se enfrentó a Eddie Álvarez en UFC 188. Meléndez perdió la pelea por decisión dividida.
Meléndez fue nombrado como reemplazo de corto plazo para enfrentar a Al Iaquinta el 15 de julio de 2015 en UFC Fight Night 71, sustituyendo a Bobby Green. Sin embargo, Meléndez fue removido de la cartelera el 6 de julio después de que se reveló que había dado positivo por drogas para mejorar el rendimiento después de su pelea anterior en UFC 188. Además, Meléndez fue suspendido por un año desde la fecha de la pelea por violación de la política de conducta del luchador de UFC.
Meléndez volvió al octágono para enfrentar a Edson Barboza el 23 de julio de 2016 en UFC en Fox 20. Meléndez perdió la pelea por decisión unánime.
Meléndez se enfrentó a Jeremy Stephens en una pelea de peso pluma el 9 de septiembre de 2017 en el UFC 215. Perdió la pelea por decisión unánime. Ambos peleadores recibieron los bonus extra a la Pelea de la Noche por su actuación.
El 11 de noviembre de 2019, Melendez fue despedido de UFC.

## Vida personal
Meléndez y su mujer, Keri Anne, tienen una hija nacida el 8 de agosto de 2010.

## Campeonatos y logros
- Ultimate Fighting Championship
  - Pelea de la Noche (Una vez)

- Strikeforce
  - Campeón de Peso Ligero (Dos veces, último)
  - Campeón Interino de Peso Ligero (Una vez)
  - Mayor número de victorias en la historia de Strikeforce (11)
  - Mayor número de peleas de título en la historia de Strikeforce (10)
  - Mayor número de defensas consecutivas de título en la historia de Strikeforce (6)

- World Extreme Cagefighting
  - Campeón de Peso Ligero (Una vez, primero)

- International Fighting Championships
  - Ganador del torneo amateur UFC Night of Warriors

- Sports Illustrated
  - Ronda del Año (2009) vs. Josh Thomson el 19 de diciembre; Ronda 5

- MMAFighting
  - Peso Ligero del Año (2006)

## Récord en artes marciales mixtas
| Resultado | Récord | Oponente         | Método                      | Evento                                       | Fecha                    | Ronda | Tiempo | Localización              | Notas                                                          |
| --------- | ------ | ---------------- | --------------------------- | -------------------------------------------- | ------------------------ | ----- | ------ | ------------------------- | -------------------------------------------------------------- |
| Derrota   | 22–8   | Arnold Allen     | Decisión (unánime)          | UFC 239                                      | 6 de julio de 2019       | 3     | 5:00   | Paradise, Nevada          |                                                                |
| Derrota   | 22–7   | Jeremy Stephens  | Decisión (unánime)          | UFC 215                                      | 9 de septiembre de 2017  | 3     | 5:00   | Edmond, Alberta           | Retorno a peso pluma                                           |
| Derrota   | 22–6   | Edson Barboza    | Decisión (unánime)          | UFC on Fox: Holm vs. Shevchenko              | 23 de julio de 2016      | 3     | 5:00   | Chicago, Illinois         |                                                                |
| Derrota   | 22–5   | Eddie Álvarez    | Decisión (dividida)         | UFC 188                                      | 13 de junio de 2015      | 3     | 5:00   | Ciudad de México          |                                                                |
| Derrota   | 22–4   | Anthony Pettis   | Sumisión (guillotine choke) | UFC 181                                      | 6 de diciembre de 2014   | 2     | 1:53   | Las Vegas, Nevada         | Por el Campeonato de Peso Ligero de UFC.                       |
| Victoria  | 22–3   | Diego Sánchez    | Decisión (unánime)          | UFC 166                                      | 19 de octubre de 2013    | 3     | 5:00   | Houston, Texas            | Pelea de la Noche; Pelea del Año (2013).                       |
| Derrota   | 21–3   | Benson Henderson | Decisión (dividida)         | UFC on Fox: Henderson vs. Melendez           | 20 de abril de 2013      | 5     | 5:00   | San José, California      | Por el Campeonato de Peso Ligero de UFC.                       |
| Victoria  | 21–2   | Josh Thomson     | Decisión (dividida)         | Strikeforce: Barnett vs. Cormier             | 19 de mayo de 2012       | 5     | 5:00   | San José, California      | Defendió el Campeonato de Peso Ligero de Strikeforce.          |
| Victoria  | 20–2   | Jorge Masvidal   | Decisión (unánime)          | Strikeforce: Melendez vs. Masvidal           | 17 de diciembre de 2011  | 5     | 5:00   | San Diego, California     | Defendió el Campeonato de Peso Ligero de Strikeforce.          |
| Victoria  | 19–2   | Tatsuya Kawajiri | TKO (codazos)               | Strikeforce: Diaz vs. Daley                  | 9 de abril de 2011       | 1     | 3:14   | San Diego, California     | Defendió el Campeonato de Peso Ligero de Strikeforce.          |
| Victoria  | 18–2   | Shinya Aoki      | Decisión (unánime)          | Strikeforce: Nashville                       | 17 de abril de 2010      | 5     | 5:00   | Nashville, Tennessee      | Defendió el Campeonato de Peso Ligero de Strikeforce.          |
| Victoria  | 17–2   | Josh Thomson     | Decisión (unánime)          | Strikeforce: Evolution                       | 19 de diciembre de 2009  | 5     | 5:00   | San José, California      | Unificó el Campeonato de Peso Ligero de Strikeforce.           |
| Victoria  | 16–2   | Mitsuhiro Ishida | TKO (golpes)                | Strikeforce: Carano vs. Cyborg               | 15 de agosto de 2009     | 3     | 3:56   | San José, California      | Defendió el Campeonato Interino de Peso Ligero de Strikeforce. |
| Victoria  | 15–2   | Rodrigo Damm     | KO (golpes)                 | Strikeforce: Shamrock vs. Diaz               | 11 de abril de 2009      | 2     | 2:02   | San José, California      | Ganó el Campeonato Interino de Peso Ligero de Strikeforce.     |
| Derrota   | 14–2   | Josh Thomson     | Decisión (unánime)          | Strikeforce: Melendez vs. Thomson            | 27 de junio de 2008      | 5     | 5:00   | San José, California      | Perdió el Campeonato de Peso Ligero de Strikeforce.            |
| Victoria  | 14–1   | Gabe Lemley      | TKO (golpes)                | Strikeforce: Shamrock vs. Le                 | 29 de marzo de 2008      | 2     | 2:18   | San José, California      | Defendió el Campeonato de Peso Ligero de Strikeforce.          |
| Derrota   | 13–1   | Mitsuhiro Ishida | Decisión (unánime)          | Yarennoka!                                   | 31 de diciembre de 2007  | 2     | 5:00   | Saitama                   |                                                                |
| Victoria  | 13–0   | Tetsuji Kato     | Decisión (unánime)          | Strikeforce: Playboy Mansion                 | 29 de septiembre de 2007 | 3     | 5:00   | Beverly Hills, California | Pelea sin título en juego.                                     |
| Victoria  | 12–0   | Tatsuya Kawajiri | Decisión (unánime)          | PRIDE Shockwave 2006                         | 31 de diciembre de 2006  | 2     | 5:00   | Saitama                   |                                                                |
| Victoria  | 11–0   | Nobuhiro Obiya   | Decisión (unánime)          | PRIDE Bushido 12                             | 26 de agosto de 2006     | 2     | 5:00   | Nagoya                    |                                                                |
| Victoria  | 10–0   | Clay Guida       | Decisión (dividida)         | Strikeforce: Revenge                         | 9 de junio de 2006       | 5     | 5:00   | San José, California      | Ganó el Campeonato de Peso Ligero de Strikeforce.              |
| Victoria  | 9–0    | Harris Sarmiento | Sumisión (golpes)           | Strikeforce: Shamrock vs. Gracie             | 10 de marzo de 2006      | 2     | 0:44   | San José, California      |                                                                |
| Victoria  | 8–0    | Rumina Sato      | TKO (corte)                 | Shooto: Alive Road                           | 20 de agosto de 2005     | 1     | 1:32   | Yokohama                  |                                                                |
| Victoria  | 7–0    | Naoya Uematsu    | TKO (corte)                 | Shooto 2005: 5/4 in Korakuen Hall            | 4 de mayo de 2005        | 2     | 4:30   | Tokio                     |                                                                |
| Victoria  | 6–0    | Hiroyuki Takaya  | Decisión (unánime)          | Shooto 2004: Year-End Show                   | 14 de diciembre de 2004  | 3     | 5:00   | Tokio                     |                                                                |
| Victoria  | 5–0    | Kaynan Kaku      | TKO (golpes)                | K-1 Fighting Network Rumble on the Rock 2004 | 20 de noviembre de 2004  | 2     | 3:58   | Honolulu, Hawái           |                                                                |
| Victoria  | 4–0    | Olaf Alfonso     | TKO (golpes)                | WEC 10                                       | 21 de mayo de 2004       | 3     | 4:54   | Lemoore, California       | Ganó el Campeonato inaugural de Peso Ligero de WEC.            |
| Victoria  | 3–0    | Stephen Palling  | TKO (golpes)                | Rumble on the Rock 4                         | 10 de octubre de 2003    | 2     | 4:59   | Honolulu, Hawái           |                                                                |
| Victoria  | 2–0    | Jeff Hougland    | TKO (golpes)                | WEC 6                                        | 27 de marzo de 2003      | 2     | 2:05   | Lemoore, California       |                                                                |
| Victoria  | 1–0    | Greg Quan        | TKO (golpes)                | WEC 5                                        | 18 de octubre de 2002    | 1     | 4:37   | Lemoore, California       |                                                                |